# Bernhard I. Thurzo
Bernhard I. Thurzo von Bethlenfalva (* um 1500 in Augsburg; † 1551 in Grafenegg) war ein österreichischer Adeliger.

## Familie
Sein Großvater Johann I. Thurzo stand mit den Fuggern in intensivem Geschäftsverkehr und galt als einer der mächtigsten Unternehmer Europas, sein Vater Georg I. Thurzo war oberster Münzmeister von Ungarn und mit Anna Fugger, der Tochter von Ulrich Fugger, verheiratet.
Bernhard war Rat und Mundschenk bzw. Truchsess von Ferdinands I.
Verheiratet war er mit Katharina von Neidegg, einer Tochter von Hans X. von Neidegg zu Ranna. 1536 kauft Bernhard I. Thurzo Schloss und Herrschaft Grafenegg, womit er die Grafenegger Linie der Familie Thurzo begründete, die jedoch bereits mit seinem Sohn Bernhard II. 1596 ausstirbt. Seine Tochter war Borbála von Thurzo von Bethlenfalva, die sich mit Hans III. von Fünfkirchen verehelichte und das Erbe antraten.